# Ptilosphen albibasis
Ptilosphen albibasis är en tvåvingeart som beskrevs av Günther Enderlein 1922. Ptilosphen albibasis ingår i släktet Ptilosphen och familjen skridflugor. Inga underarter finns listade i Catalogue of Life.